# Камнерезные ремёсла Китая

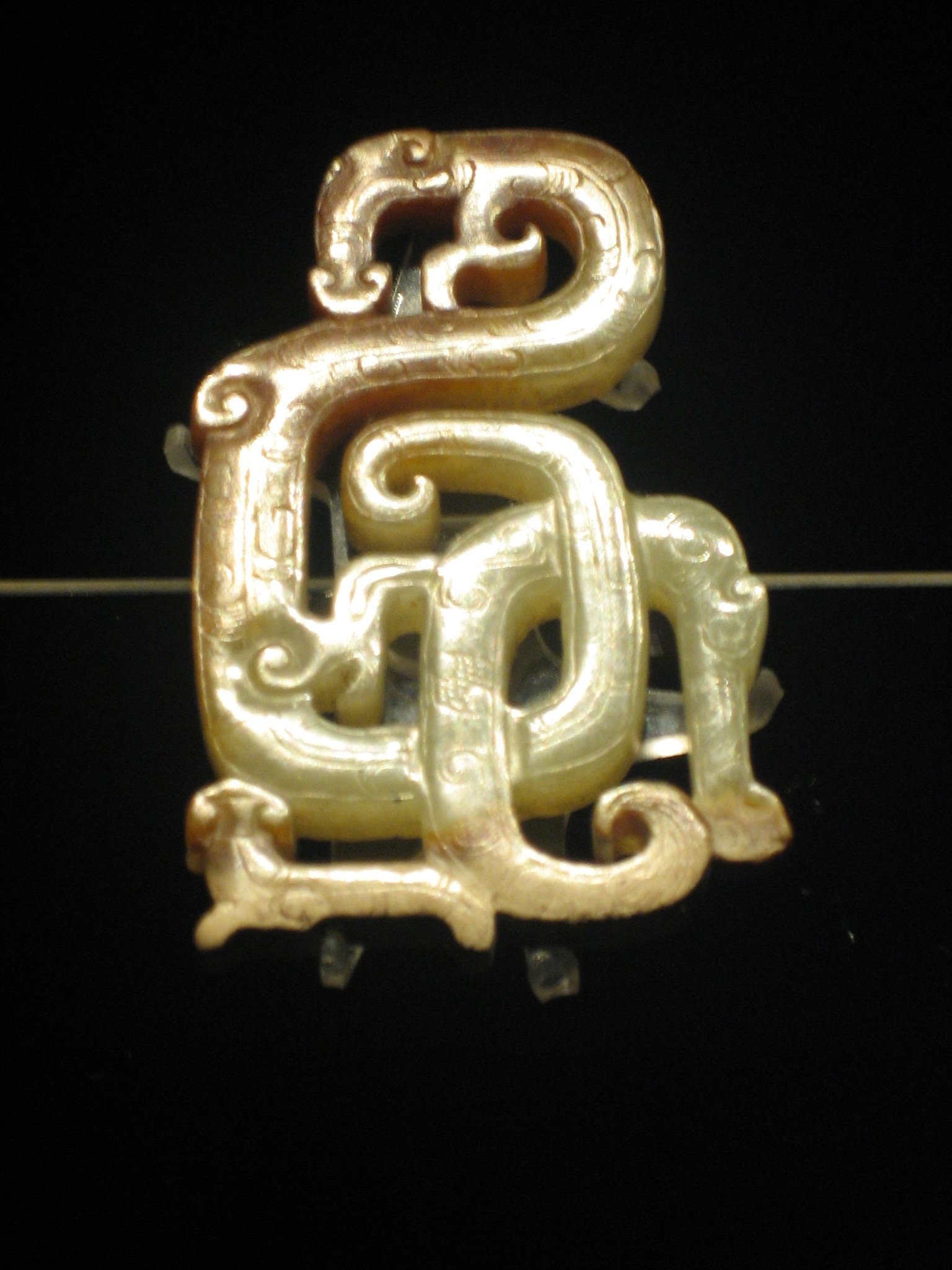

Камнерезные ремесла Китая — разновидность ювелирного дела Китая, связанного с обработкой поделочных камней различного происхождения и окраски.

## История
Мастера обратили внимание на поделочные камни после длительной работы с лёгкими в обработке древесиной и глиной. Изделия из камня и вулканического стекла были более долговечными, специфическими по функциям, хотя и трудными в обработке.
В качестве начальной точки отсчёта развития резьбы по камню в Китае чаще всего указывают V тысячелетие до н. э. В это время из нефрита изготавливали ритуальные топоры и ножи с деталями округлых форм и тщательно отполированными и заострёнными по краям лезвиями, в которых просверливались отверстия для присоединения к рукояти.
Среди археологических находок IV—I тысячелетий до н. э. в Китае — образцы изделий из нефрита. Трудный в обработке минерал, который имеет разнообразную окраску от молочно-белой до ярко-зелёной, привлёк внимание своей надёжностью, способностью к шлифовке. Обрабатывали как плоские пластины нефрита, так и небольшие куски. Твёрдое (как сталь), тяжёлое в обработке сырьё диктовало специфические средства обработки. Но ремесленники Китая, психологически готовые и способные месяцами работать над одним произведением, научились виртуозно обрабатывать полудрагоценные камни — от мелочей до монолитных глыб в один и более метров.
В IV—I тысячелетиях до н. э. было популярно создание связанных с культом неба круглых дисков (би) с круглым отверстием в центре, либо квадратных в сечении вытянутых предметов со сквозным цилиндрическим отверстием в центре типа цун (кун), которые, возможно, связаны с культом земли. Из нефрита вырезали прямоугольные таблички гуй — знаки императорской власти, различные украшения — подвески, объёмные фигурки животных, антропоморфные скульптуры. Образы для многих украшений черпались в окружающем мире, популярны были изображения птиц, насекомых, рептилий. Поверхность таких изделий тщательно полировалась и декорировалась повторяющимися узорами из завитков, зёрен, либо символическими изображениями. Орнаменты камнерезного искусства того времени часто перекликаются с узорами на древних бронзовых сосудах.
Первое тысячелетие нашей эры отмечено расширением образной системы китайских резчиков. Так, в это время встречается довольно много зооморфных и антропоморфных изображений. Это могли быть образы как мифологических (дракон), так и настоящих животных — лошадь, жаба, бык.

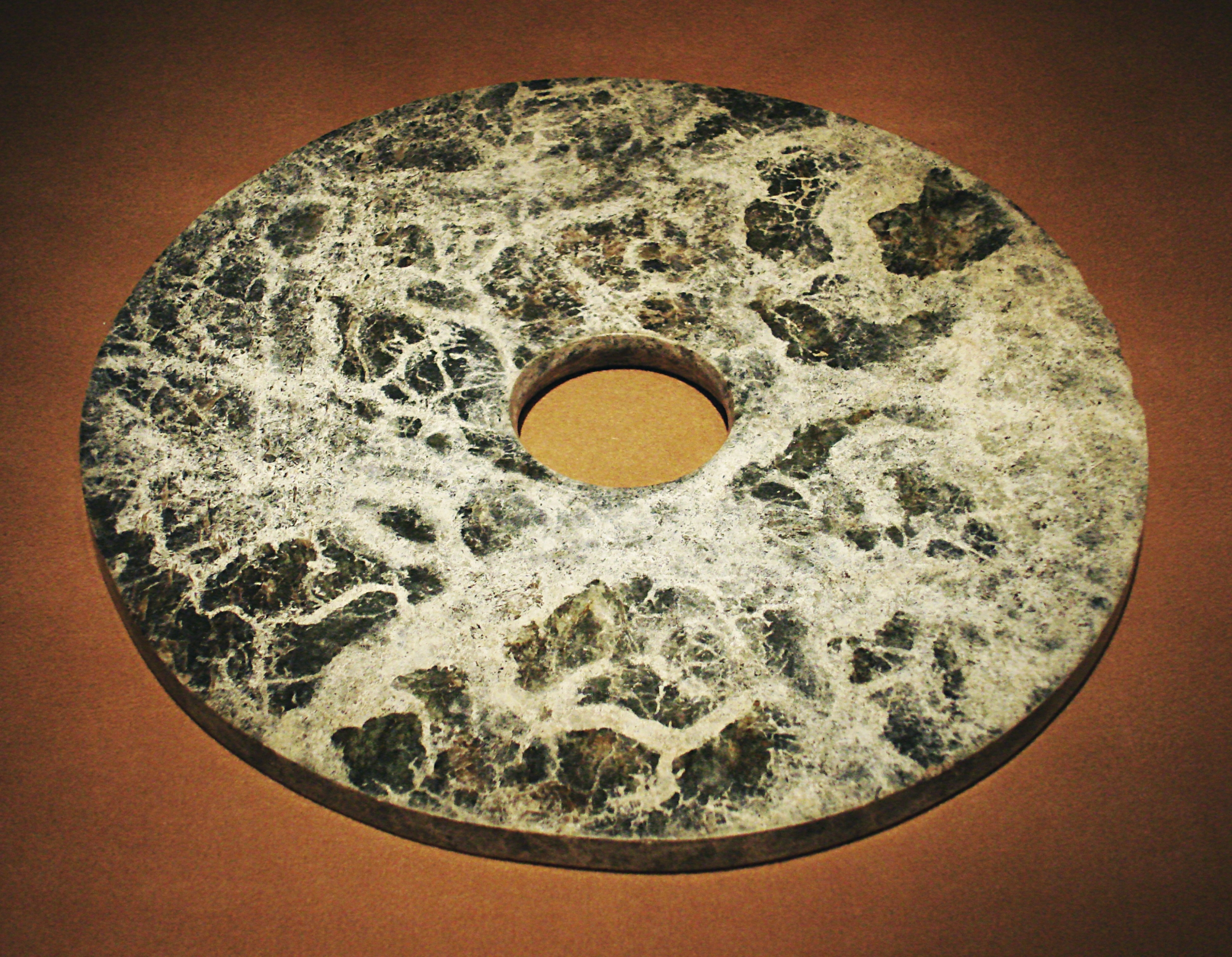
Нефритовый диск - религиозный символ силы и военной доблести, эпоха неолита, культура Лянчжу, 3300—2200 годы до н. э.
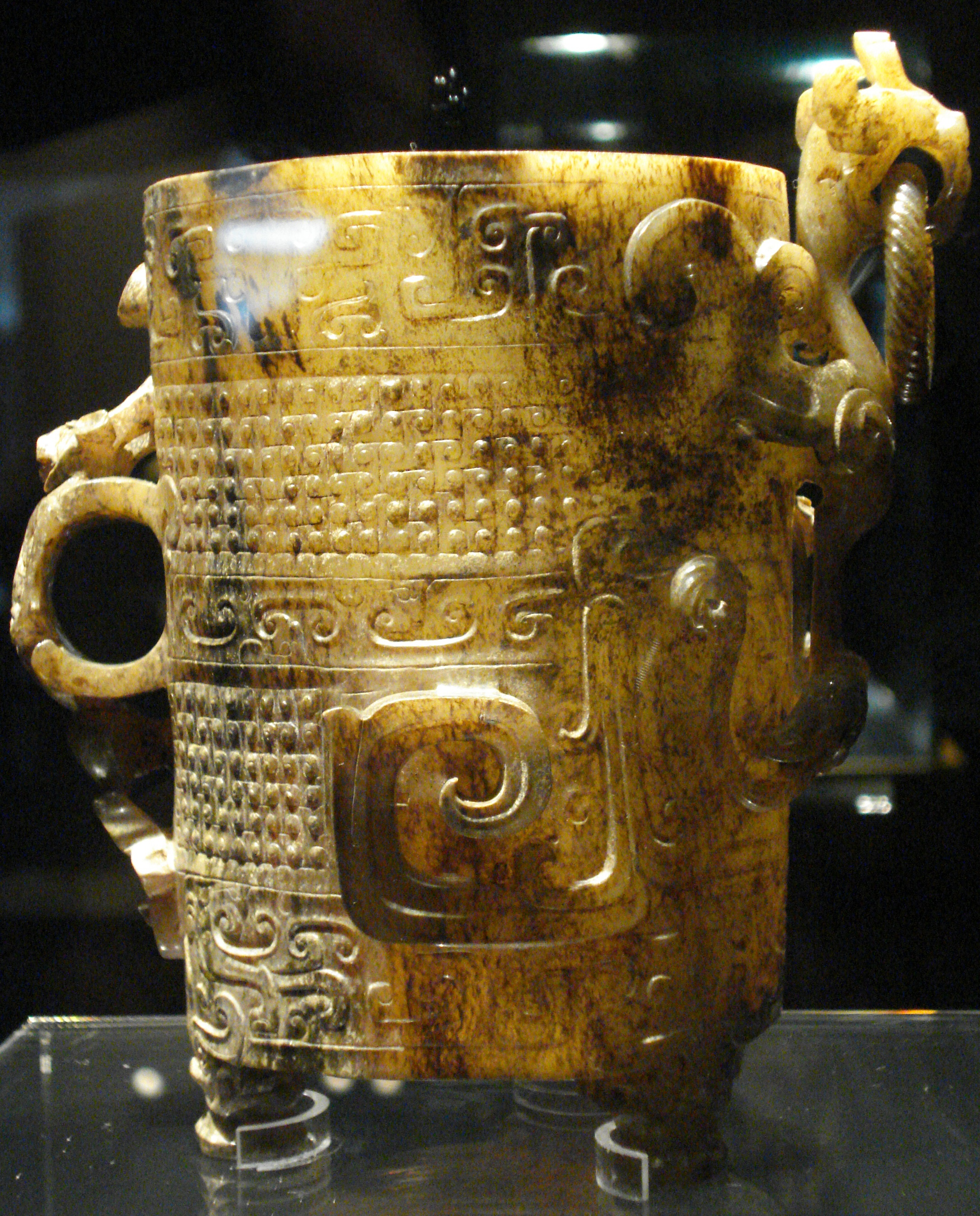
Ритуальный кувшин, археологическая находка, Шанхайский музей.
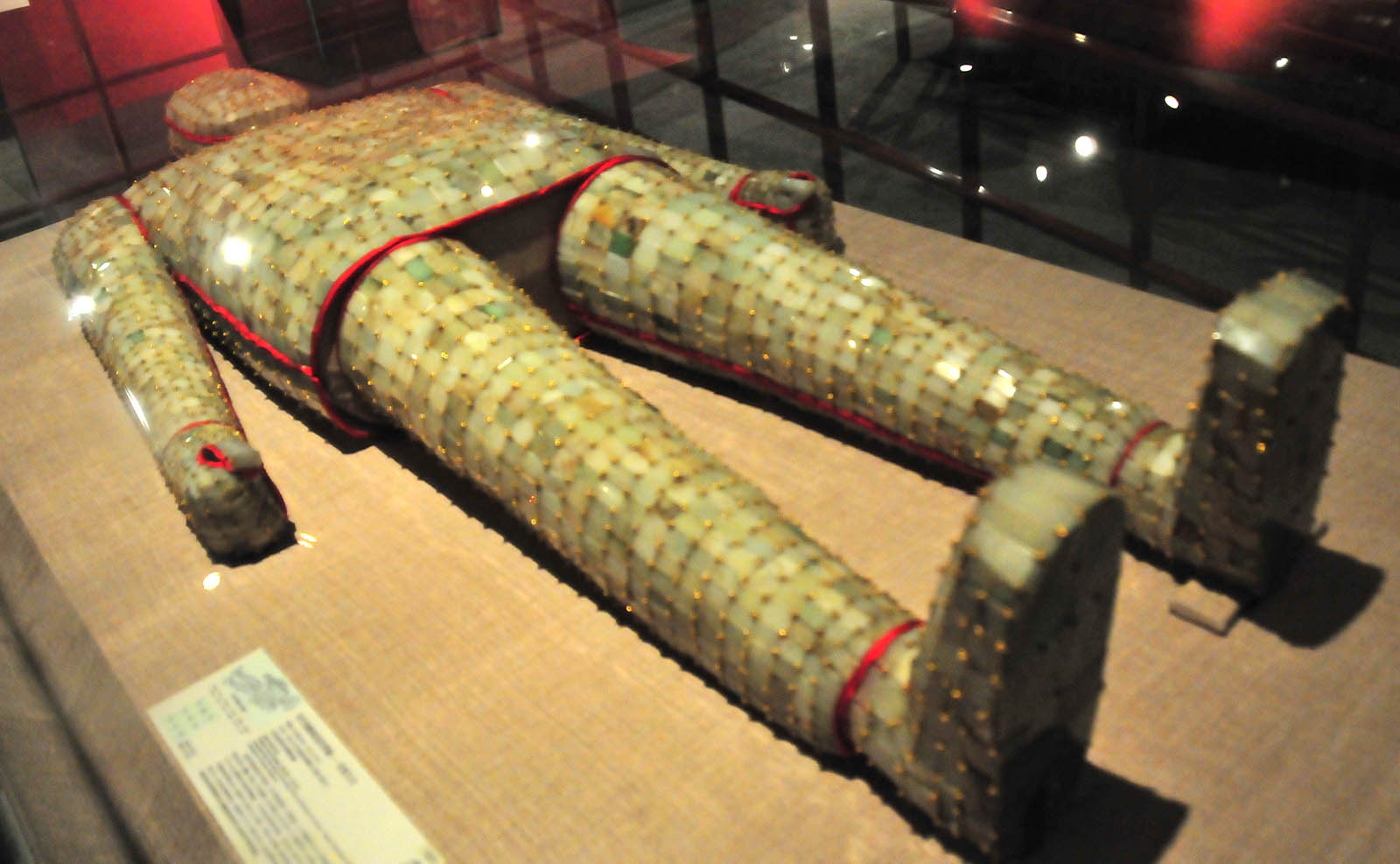
Посмертный наряд правителя Китая У-ди 113 г. до н.э.

## Сырьё
В качестве сырья ремесленники Китая использовали множество природных материалов, среди которых:
- кораллы
- мрамор
- жадеит
- яшма
- мыльный камень или талькохлорит
- розовый кварцит (прозрачные сорта)
- нефрит

## Образцы изделий из нефрита

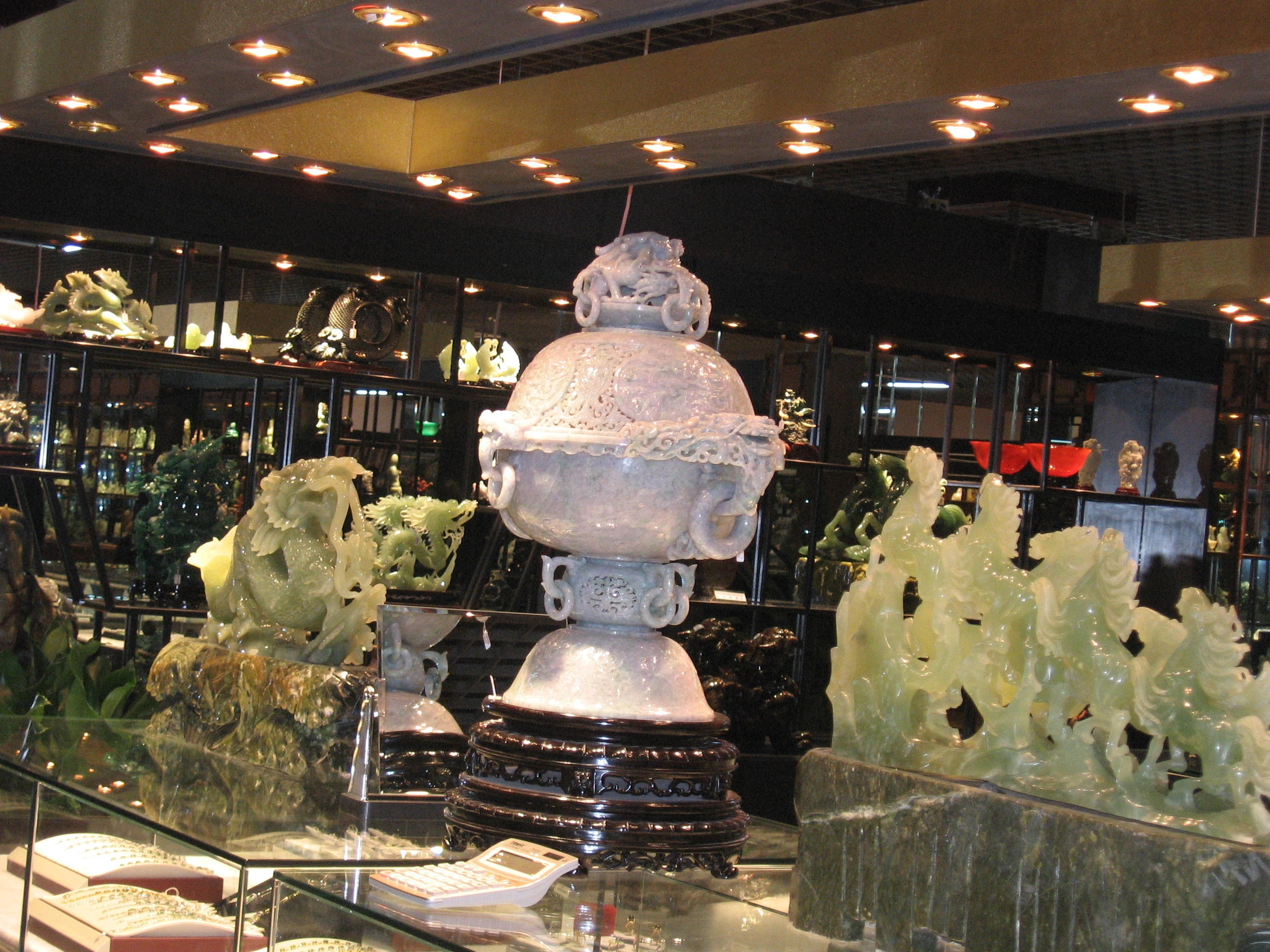
Изделия из нефрита.

Богатые залежи разноцветного нефрита были главным сырьём для китайских ремесленников. Изделия из нефрита издавна наделяли магическими свойствами, что обусловило производство магических дисков (а впоследствии и посуды) и использование в церемониях. Необработанный кусок нефрита долго изучали, исследовали его окраску, форму, которые пытались обыграть в готовом изделии. В руках китайских ремесленников трудный в обработке минерал становился таким же послушным, как древесина.
В эпоху Тан было начато производство нефритовых блюд, края которых напоминали лепестки цветов. Специфический орнамент из лепестков использовали также и при создании зеркал из полированной бронзы. Ритуальный сосуд эпохи Тан и Сун, ещё простой по силуэту, имеет значительные чистые, зашлифованные поверхности без узоров. В эпоху Сун появилась посуда, где узоры размещали только в верхней части. Ремесленники раннего средневековья VII—XIII веков удачно обыгрывают мягкую, нежную (или яркую) окраску камня, тщательно шлифуя поверхности.
В конце XIII века земли северного Китая захватили армии монголов. Трон заняла монгольская династия Юань. Захваченные земли были поделены между монгольскими родами, тысячи крестьян превратили в рабов. Низкий культурный уровень захватчиков-монголов заставил вернуть в управление захваченных территорий китайскую бюрократию. Феодалы Китая начали сотрудничать с захватчиками, в конечном счёте способствуя повышению культуры завоевателей. Новое государство заново завязало торговые отношения как с восточными, так и с западными государственными образованиями. Торговле способствовали значительные территории монгольского государства и его протяжённые границы. Это, в свою очередь, способствовало выделению в обществе купеческого сословия, могущественного и экономически малозависимого. Но с 40-х годов XIV века началось широкое антимонгольское движение, переросшее в народную войну за освобождение. Предводитель восстания Чжу Юаньчжан (бывший буддийских монах) в 1368 стал новым китайским императором. Началась эпоха династии Мин.
Впоследствии возродились искусства и ремёсла, в том числе — художественная обработка камня.

## Технологии создания

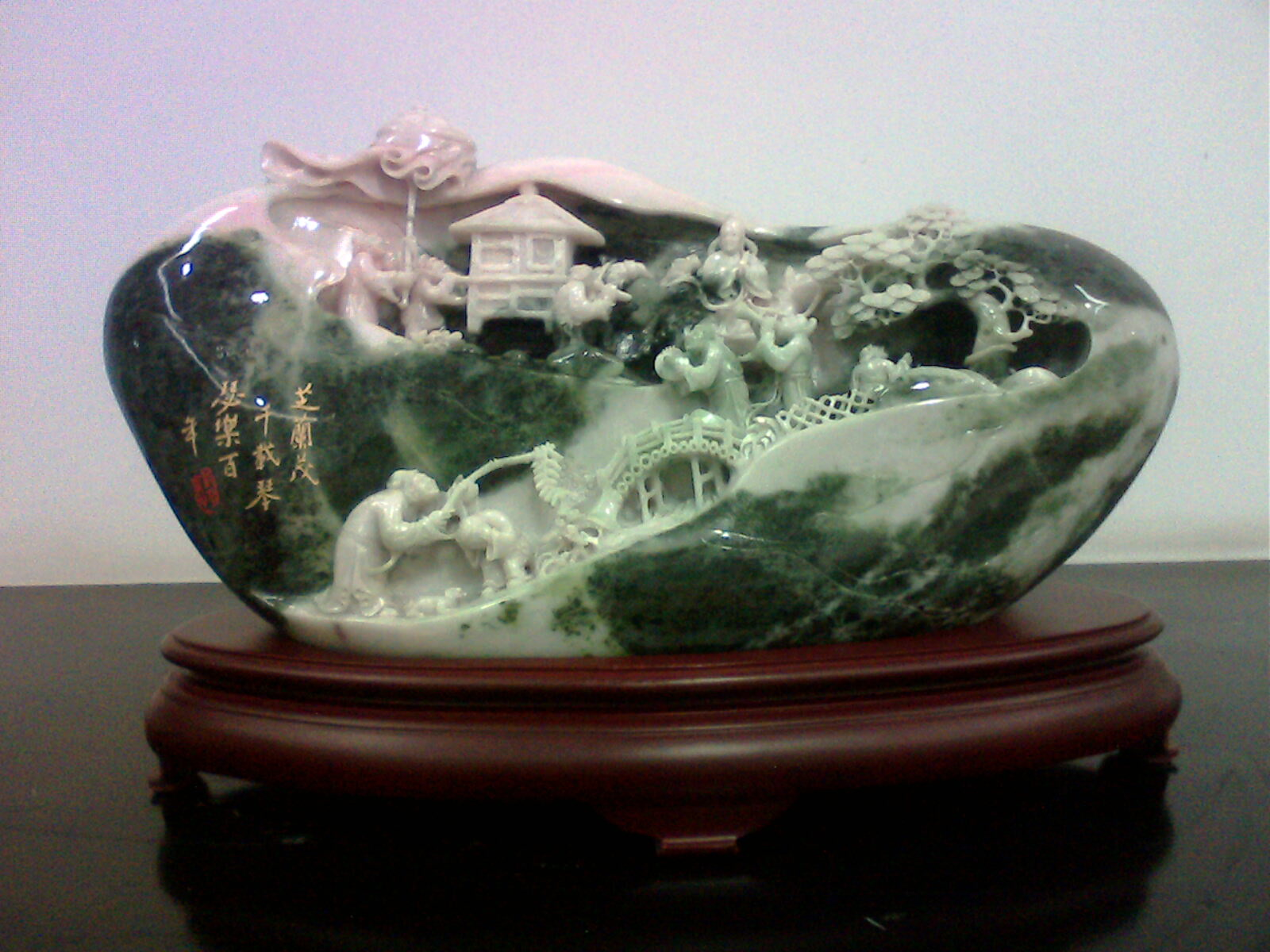
Бытовые сцены в пейзаже.

Технологии обработки поделочного камня постоянно совершенствовались. Как и раньше, куски сырья тщательно исследовали, не спеша с началом работ. На выбранный кусок наносили первоначальный рисунок, начиналась общая обработка без детализации. Существуют свидетельства о примитивных станках с ножным приводом, на которых и делали общую обработку. Рисунок деталей и узоров постоянно восстанавливали. Наиболее длительным был этап шлифования алмазными веществами. Конкретных, утверждённых моделей (как в производстве фарфора) у ремесленников не существовало. Камень, его форма, разноцветная окраска сторон подсказывала будущую форму или сюжет, если производили скульптурную композицию. Поэтому каждая ваза, скульптура или фигурная композиция в пейзаже — отдельные, оригинальные произведения.
В XVIII веке в качестве сырья в камнерезном искусстве стали использовать хрусталь и стекло. Техника обработки в XVIII-XIX веках достигла высшей ступени, когда появились вазы, украшенные кольцами или цепями, каждое звено которых свободно двигалось. Начался широкий экспорт произведений поделочного камня в соседние государства. Все больше ценятся усложнённость композиций, экзотичность сюжетов и материалов, их виртуозная обработка.